# Jens Boden
Jens Boden (Dresda, 19 agosto 1978) è un ex pattinatore di velocità su ghiaccio tedesco.

## Palmarès

### Olimpiadi
- Bronzo a Salt Lake City 2002 nei 5000 metri.